# 龔自閎
龔自閎（1819年—1879年），字應皋，號叔雨，又號節蘭，室名盟鷗舫，浙江杭州府仁和縣人，清朝政治人物。

## 生平
道光二十三年（1843年）癸卯科浙江鄉試舉人，二十四年（1844年）甲辰科二甲第四十三名進士。選翰林院庶吉士，散館授編修，二十九年（1849年）任四川鄉試副考官，咸豐六年（1856年）任會試同考官，七年（1857年）任貴州貴西道，十年（1860年）任貴州按察使，同治三年（1864年）任順天府府丞，九年（1870年）升大理寺少卿，十年（1871年）升太常寺卿，十三年（1874年）升內閣學士，光緒二年（1876年）任安徽學政，同年任江南鄉試正考官，四年（1878年）升禮部右侍郎，五年（1879年）改工部右侍郎，同年卒於官。

## 著作
著有《奏疏》三卷、《雜體文》一卷、《隨筆》三卷、《古今體詩》三卷、《行役日記》三卷、《館課詩賦》六卷、《盟鷗舫文存》等。

## 家族
祖父龔禔身，乾隆二十七年（1762年）壬午科舉人；伯父龔麗正，嘉慶元年（1796年）丙辰科進士；父龔守正，嘉慶七年（1802年）壬戌科進士。長兄龔自閬；次兄龔自闓，道光二十四年（1844年）甲辰科進士；從兄龔自珍，道光九年（1829年）己丑科進士。
子龔家尚，刑部員外郎。孫龔齊坊。